# رویگهایم
رویگهایم (به آلمانی: Roigheim) یک شهر در آلمان است که در هایلبرون واقع شده‌است. رویگهایم ۱٬۴۴۴ نفر جمعیت دارد.